# José Manuel de la Sota

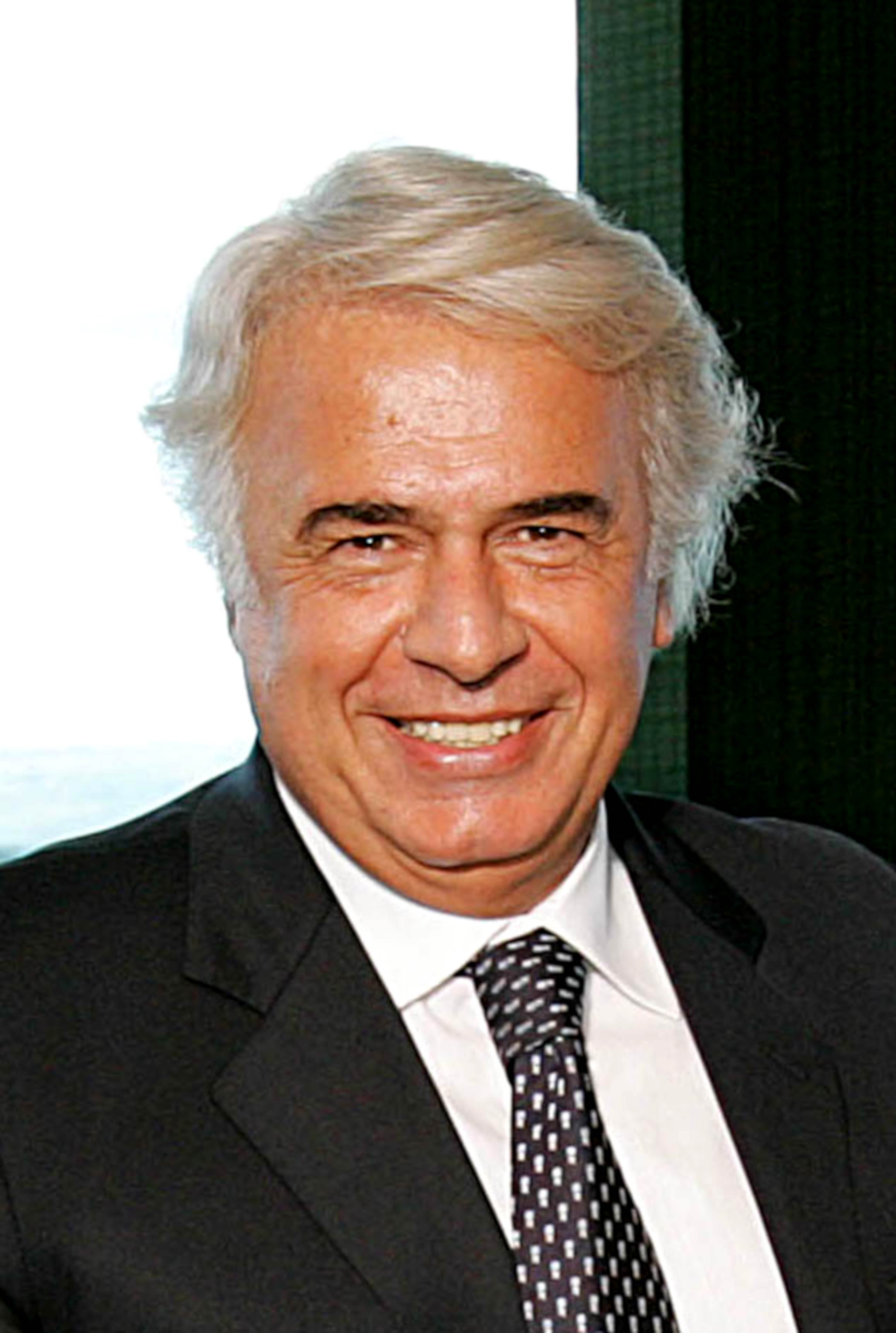
José Manuel de la Sota (2007)

José Manuel de la Sota (* 28. November 1949 in Córdoba; † 15. September 2018) war ein argentinischer Politiker des Partido Justicialista (PJ). Er war zwischen 1999 und 2007 sowie zwischen 2011 und 2015 Gouverneur der Provinz Córdoba.

## Leben

### Frühe politische Aktivitäten
De la Sota studierte Jura an der Universidad Nacional de Córdoba. Als junger Anwalt widmete er sich besonders dem Verteidigen politischer Gefangener, die während des Verbots der Peronistischen Partei zwischen 1955 und 1972 wegen ihrer peronistischen Ideologie inhaftiert waren. Zwischen 1973 und dem Militärputsch 1976 war er Sekretär im Bürgermeisteramt von Córdoba.

### Erneuerungsbewegung und Wahlniederlagen
Nachdem 1983 die Demokratie wiederhergestellt war, kandidierte De la Sota für das Amt des Bürgermeisters von Córdoba, scheiterte jedoch gegen Ramón Bautista Mestre (UCR). 1985 wurde er in die Abgeordnetenkammer des Nationalkongresses gewählt. Während dieser Zeit spaltete sich die PJ; De la Sota schloss sich dem Flügel der Erneuerer (Renovación Peronista) an, die mit der Christdemokratischen Partei kooperierte und zeitweise die Traditionalisten verdrängte. 1987 kandidierte er für diese Allianz für das Amt des Gouverneurs von Córdoba. Er scheiterte nur knapp gegen Eduardo Angeloz (UCR).
Mit der Präsidentschaftswahl 1989 und der Machtübernahme von Carlos Menem, der keinem der Flügel angehörte aber von zahlreichen Traditionalisten unterstützt worden war, zerfiel die peronistische Erneuerungsbewegung, als sich mehrere ihrer führenden Mitglieder hinter Menem stellten. De la Sota wurde zwar erneut für die PJ ins Abgeordnetenhaus gewählt, nahm aber ab 1990 den Posten des Botschafters in Brasilien an. 1991 scheiterte er erneut in der Wahl zum Gouverneur von Córdoba, wieder gegen Angeloz. Er erhielt wegen des erneuten Scheiterns in einer Wahl den Beinamen Ewiger Verlierer und verglich sich in einer später berühmt gewordenen Reaktion auf die Niederlage mit Abraham Lincoln, der ebenfalls vor seinem Amtsantritt mehrere Wahlen verloren hatte. Zwischen 1995 und 1999 war De la Sota Senator im argentinischen Kongress.

### Gouverneur von Córdoba
Am 20. Dezember 1998 gewann De la Sota die Gouverneurswahlen von Córdoba mit fast 50 % der Stimmen und schlug damit Ramón Bautista Mestre (UCR), gegen den er 1983 den Kürzeren gezogen hatte. Sein Vizegouverneur Germán Kammerath (UCeDe) kündigte den Posten schon ein Jahr später und wurde zum Bürgermeister der Stadt Córdoba gewählt.
2003 erlangte er die Wiederwahl als Gouverneur von Córdoba mit 51,6 %. Ab 2002 kam es zu einem Streit mit dem PJ-Politiker Luis Juez, der von ihm als Anti-Korruptionsanwalt eingesetzt worden war und Personen in De la Sotas Regierung und seinem persönlichen Umfeld der Korruption beschuldigte. De la Sota entließ daraufhin Juez. Dieser gründete daraufhin die Regionalpartei Partido Nuevo und profilierte sich als Bürgermeister der Stadt Córdoba zum zeitweise wichtigsten Oppositionsführer gegen die Regierung des PJ unter De la Sota.
Zur nächsten Gouverneurswahl 2007 konnte De la Sota wegen der Beschränkung auf zwei Amtszeiten hintereinander nicht antreten. Der Vizegouverneur ab 2003, Juan Schiaretti, gewann die Wahl knapp gegen Luis Juez, der daraufhin das Wahlergebnis erfolglos anzufechten versuchte. Zwischen 2007 und 2011 war De la Sota erneut Botschafter Argentiniens in Brasilien.
2011 wurde er erneut zum Gouverneur von Córdoba gewählt, diesmal mit 42 % der Stimmen. Sein Widersacher Juez rutschte in der Wählergunst ab und erhielt 29 %.
Im August 2015 trat De la Sota als Kandidat zu den Vorwahlen (PASO) der Präsidentschaftswahl dieses Jahres für das Wahlbündnis Una Nueva Alternativa (UNA) an. Er scheiterte jedoch gegen seinen Konkurrenten Sergio Massa, der innerhalb der Allianz eine deutliche Mehrheit erzielte und insgesamt den dritten Platz hinter Daniel Scioli und Mauricio Macri belegte. 2015 wurde De la Sota erneut von Juan Schiaretti als Gouverneur von Córdoba abgelöst.
Er starb am 15. September 2018 bei einem Verkehrsunfall.